# Beziehungen zwischen Osttimor und St. Kitts und Nevis
Die Beziehungen zwischen Osttimor und St. Kitts und Nevis beschreiben das zwischenstaatliche Verhältnis von Osttimor und St. Kitts und Nevis.
Die Kontakte zwischen Osttimor und St. Kitts und Nevis sind bisher spärlich. Bisher haben die beiden Länder nicht direkte diplomatische Beziehungen aufgenommen. Weder haben St. Kitts und Nevis eine Botschaft in Osttimor, noch Osttimor eine diplomatische Vertretung in St. Kitts und Nevis. Beide Staaten gehören zur Bewegung der Blockfreien Staaten, zur AKP-Gruppe und zur Gruppe der 77. Für 2018 gibt das Statistische Amt Osttimors keine Handelsbeziehungen zwischen Osttimor und St. Kitts und Nevis an.
Staatsbürger Osttimors benötigen ein Visum zur Einreise nach St. Kitts und Nevis.